# Kampung Besar Kota
Kampung Besar Kota is een bestuurslaag in het regentschap Indragiri Hulu van de provincie Riau, Indonesië. Kampung Besar Kota telt 8033 inwoners (volkstelling 2010).